# Чорний Володимир Лазарович
Володимир Лазарович Чорний (* 30 грудня 1929, Івангород, Христинівський район, Київщина (нині — Черкащина), Українська РСР, СРСР) — український дипломат і журналіст.

## Біографія
Народився 30 грудня 1929 року в селі Івангород Христинівського району на Черкащині.
Працював начальником відділу інформації Міністерства закордонних справ УРСР. Член делегації Української РСР на 46-у сесію Генеральної Асамблеї ООН.
У 1993—1997 — тимчасовий повірений у справах України в Латвії.
Віце-Президент Українського товариства зовнішньої політики.
Дипломатичний ранг: Надзвичайний і Повноважний Посол.